# Церковь Успения Пресвятой Девы Марии (Кёльн)
Церковь Успения Пресвятой Девы Марии (нем. St. Mariä Himmelfahrt) — католическая церковь в городе Кёльн в северной части старого города (Альтштадт-Норд (Кёльн)) (федеральная земля Северный Рейн-Вестфалия). Церковь расположена на улице Marzellenstraße.

Барочная церковь Успения Пресвятой Девы Марии долгое время была самой большой церковью в Кёльне. На сегодняшний день — это один из немногих восстановленных образцов барочной архитектуры в городе.

## История

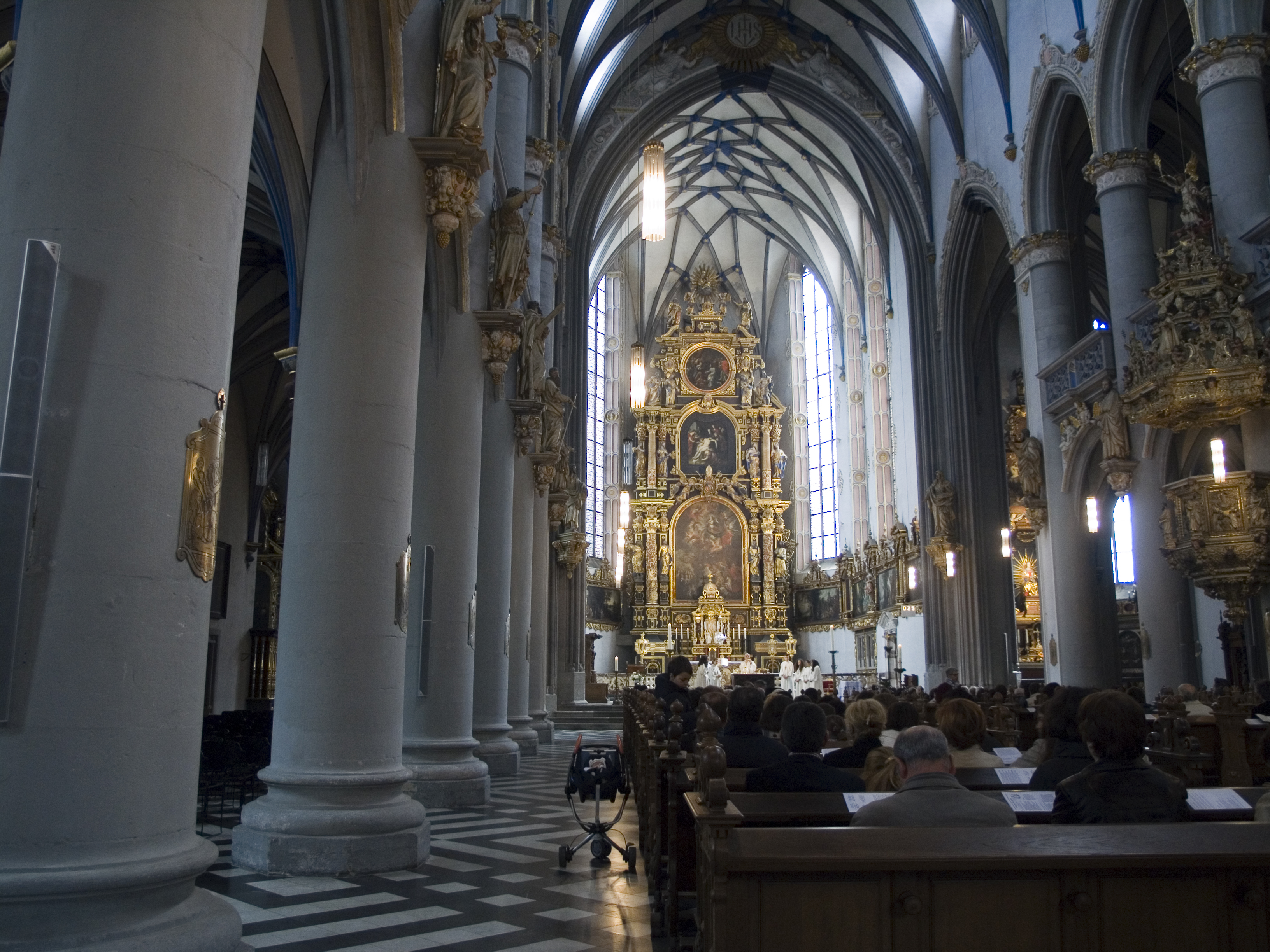
Главный неф церкви

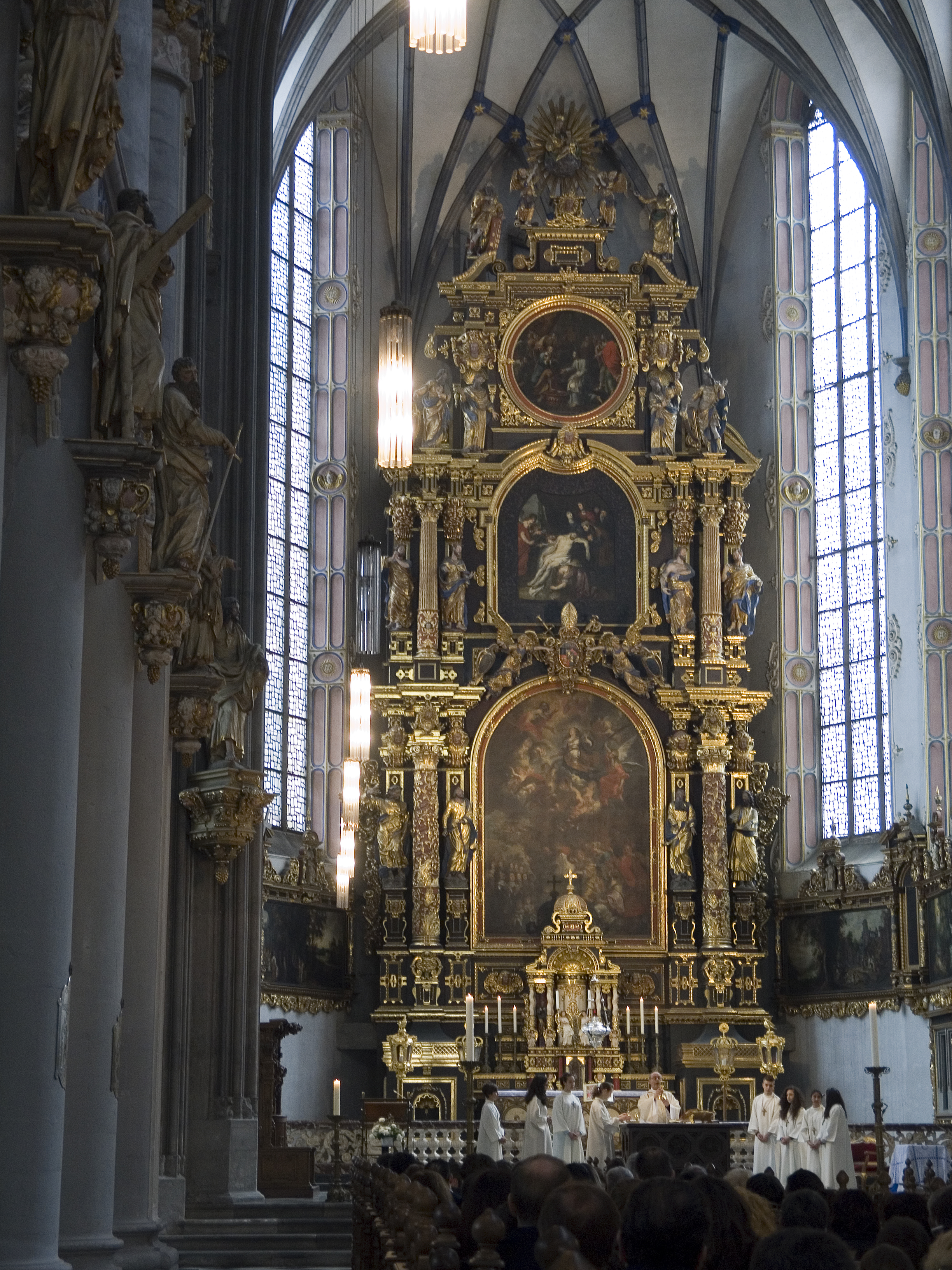
Алтарь

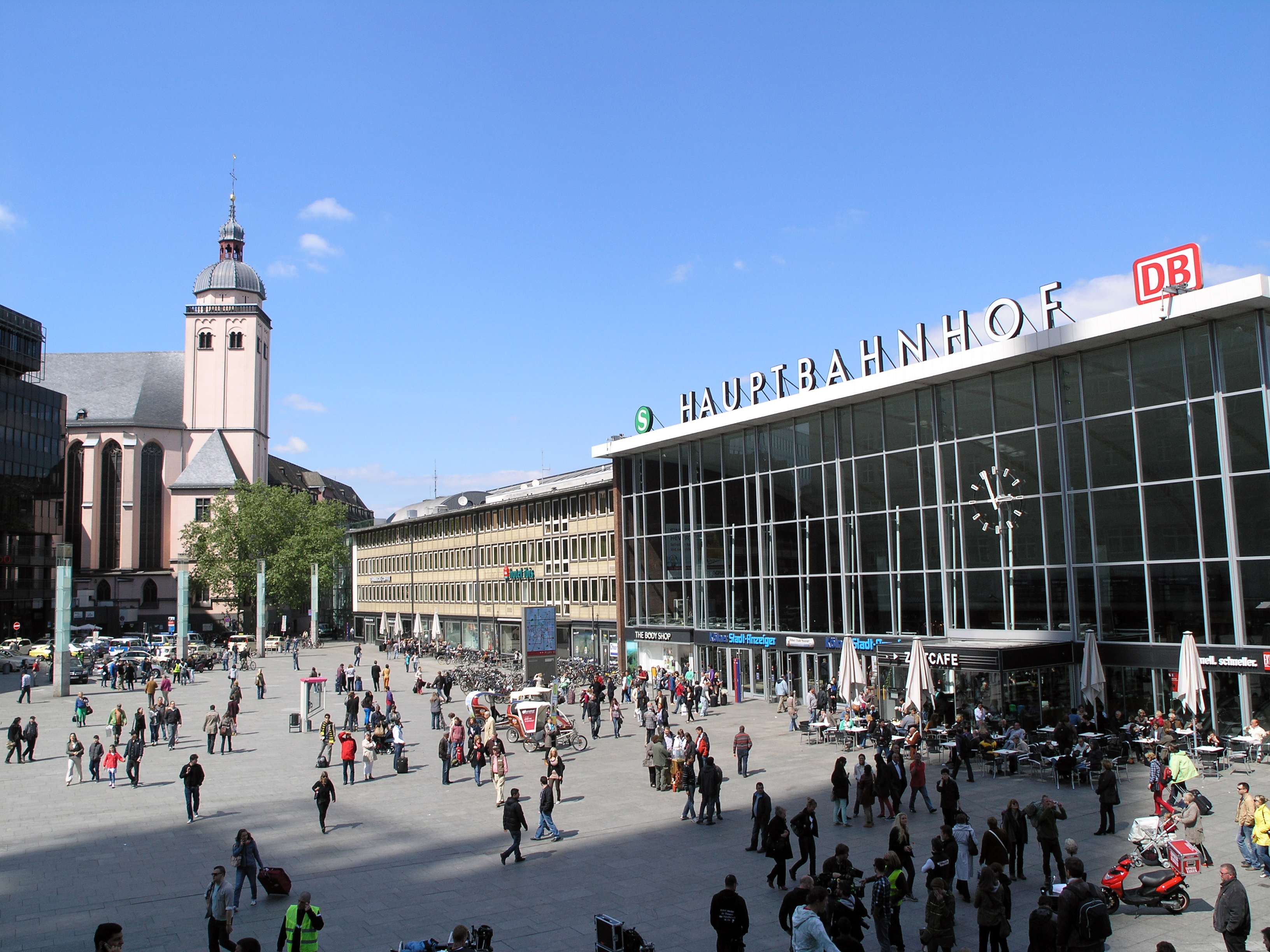
Вид колокольной башни со стороны Кёльнского вокзала

Церковь Успения Пресвятой Девы Марии была заложена в 1618 году при коллегии иезуитов. Строительство церкви велось по проекту архитектора Кристофа Вамзера, известного как автора проекта церкви иезуитов в Мольсайме (Эльзас). Сам Вамзер руководил строительными работами до 1623 года, после чего его сменил архитектор из Тюрингии Валентин Больтц (нем.  Valentin Boltz ). В 1628 году курфюрст Священной Римской империи и архиепископ Кёльна Фердинанд Баварский преподнёс в дар церкви барочный алтарь, созданный по подобию алтаря иезуитской церкви Святого Михаила в Мюнхене. Алтарь, имевший высоту 22,5 м, полностью занимал всю восточную стену хора. В 1629 году церковь была освящена в честь Успения Пресвятой Девы Марии и в ней начали проводиться богослужения. Полностью строительные работы были завершены только в 1689 году.

В 1794 году после оккупации Кёльна войсками французской революционной армии церковь была осквернена и в течение почти десятилетия не использовалась как храм. После заключения Конкордата Наполеона церковь Успения Пресвятой Девы Марии была вновь освящена и стала выполнять функции приходской церкви.

Во время второй мировой войны в ходе массовых бомбардировок Кёльна британской авиацией церковь была почти полностью уничтожена. Обрушились крыша, башни, хор. Интерьер был полностью уничтожен. Исторические, культурные и духовные ценности, хранившиеся в церкви, были частично эвакуированы, а частично безвозвратно утрачены. Восстановление церкви проводилось с 1949 по 1979 год, после чего она вновь предстала в своём первоначальном виде.

## Архитектура

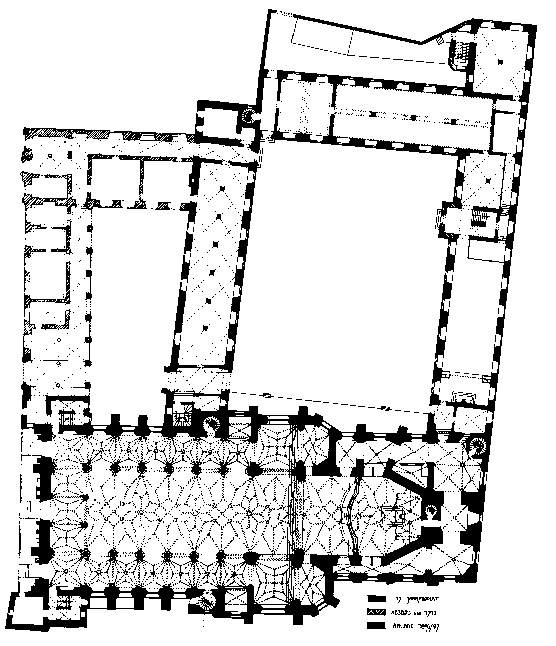
План церкви с коллегией и резиденцией генерального викария

Церковь Успения Пресвятой Девы Марии представляет собой трёхнефный зальный храм. С восточной стороны храм заканчивается колокольной башней, установленной сразу за алтарной частью. С западной стороны по углам к боковым нефам примыкают две башни. С северной стороны к церкви примыкают здания коллегии и резиденция генерального викария архиепархии Кёльна, образующие два закрытых внутренних дворика.

### Размеры церкви
- Общая длина — 60,15 м
- Общая ширина — 24,20 м
- Ширина центрального нефа — 12,6 м
- Ширина боковых нефов — 4,80 м
- Высота крыши главного нефа — 37 м
- Высота колокольной башни — 54 м
- Высота западных башен — 31 м
- Высота боковых нефов — 22 м